# Termometru cu lichid

Termometre de sticlă cu lichid gradate în grade Celsius și Fahrenheit

Termometrele cu lichid funcționează pe baza dilatării lichidului aflat într-o incintă adecvată. Ele sunt de două feluri, termometre de sticlă cu lichid și termometre de sticlă cu presiune sau cu arc. Primele  folosesc ca principiu de măsură o schimbare de volum (a lichidului) iar cele din urmă o schimbare de presiune ca măsură pentru variația de temperatură. Schimbarea de volum a lichidului este convertită constructiv în o schimbare de lungime  care este făcută vizibil în mod direct printr-un tub de sticlă subțire.  La celelalte termometre, cu schimbare de presiune, este necesară o componentă constructivă elastică care se deformează corespunzător, și deformarea este indicată pe o scală de un indicator..

## Termometre de sticlă cu lichid
Acestea sunt construite dintr-un recipient-rezervă din sticlă umplut cu lichid de măsură termometric și care se continuă cu un tub capilar de sticlă. Deoarece la încălzire lichidele se dilată mai mult decât corpurile solide, nivelul lichidului ia în tubul capilar o poziție (nivel) dependentă de temperatură. Tubul este legat de o scală care permite  citirea directă a valorii măsurătorii într-o  unitate de măsură  care preponderent în majoritatea țărilor  este gradul Celsius cu simbolul °C. În Statele Unite este folosit gradul Fahrenheit, cu simbolul °F. Tubul capilar dispune de un spațiu de supradilatare care ferește termometrul de la distrugere când se depășește domeniul de măsură 

### Domenii de măsură
În funcție de sticla termometrului și de lichid, domeniile de măsură acoperă un interval de temperatură de la -200 până la +1100 °C. 

### Lichidul termometric
Lichidul trebuie să rămână fluid în domeniul de temperatură al termometrului  pentru  care este folosit, deci nu are voie în domeniul nominal să înghețe. De asemenea lichidul nu are voie să aibă pe părți din domeniu de măsură anormale dilatări cu temperatura. De aceea apa este neadecvată ca lichid termometric pentru temperaturi mai mici de +10 °C.
| Substanță | Aplicare                            |
| --------- | ----------------------------------- |
| Mercur    | de la –30 °C până la +350 °C        |
| Toluol    | de la –80 °C până la +100 °C        |
| Pentan    | de la −200 °C până la +30 °C        |
| Etanol    | de la −110 °C până la +60 °C        |
| Galinstan | de la –10 °C până la peste +1000 °C |